# Phát kình

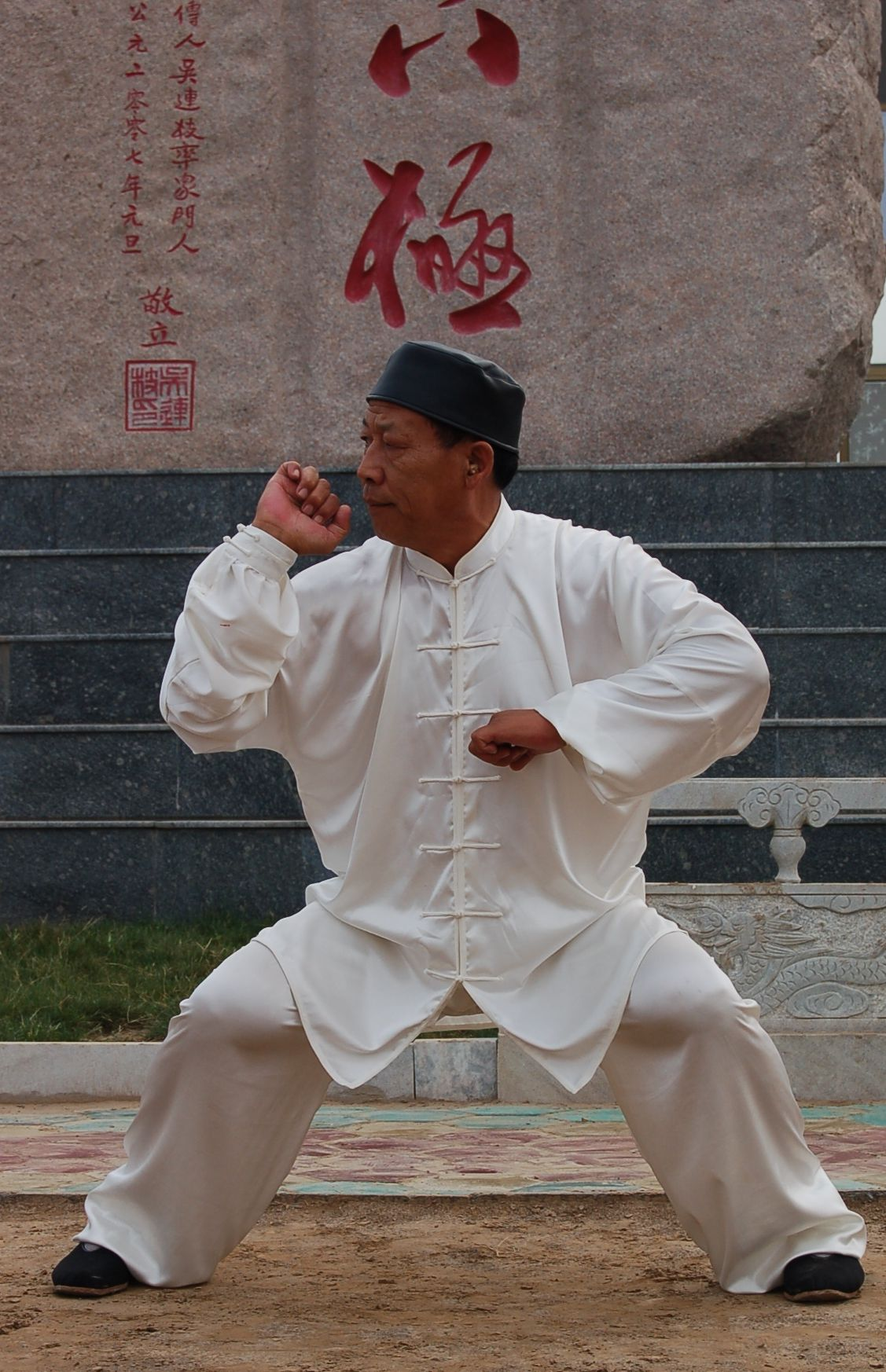
Một đòn phát kình trong Bát cực quyền với động tác giậm chân đề khí và thúc chỏ

Phát kình (tiếng Trung: 發勁/fājìn) là thuật ngữ võ học trong võ công Trung Hoa của một số võ phái nội gia (như Thái Cực Quyền, Hình ý quyền, Lục hợp Bát pháp, Tự nhiên môn, Bạch mi quyền, Bát cực quyền, Thông bối quyền, Hồng Gia quyền) chỉ về các tổ hợp đòn thế bộc phát ra nội công hoặc tống ra nguồn nội lực một cách bùng nổ hoặc tinh chỉnh sức mạnh mà không chỉ dành riêng cho bất kỳ phương pháp tấn công cụ thể nào. Tuy nhiên, trong bối cảnh võ thuật nội tại, thuật ngữ này thường đề cập đến một tập hợp các phương pháp để tạo ra và tập trung khí lực, dẫn đến những đòn tấn công vật lý ít biểu hiện bằng hình ảnh hơn, chẳng hạn như Nhất thốn quyền. Về mặt cơ chế sinh học, phát kình là thủ pháp sử dụng tính liên hoàn và phối hợp của cơ thể để tạo thành một chuỗi động học hiệu quả. Cơ thể bắt đầu ở trạng thái thoải mái thư thái thể chất, sau đó nhanh chóng được tăng tốc bằng chuyển động phối hợp liên hoàn toàn cơ thể khi ra đòn sẽ tạo ra lực công phá tập trung mạnh mẽ gọi là kình (勁) hay kình lực.

## Khái yếu
Vấn đề phát kình là vấn đề trọng yếu trong các bộ môn quyền thuật Trung Hoa. Đây cũng chính là vấn đề yếu lĩnh thống nhất trong các phái võ Trung Hoa. Về quan điểm kình, đã có nhiều người nghiên cứu cho rằng đây là sự ly kỳ hóa và làm cho thần bí của các võ sư về lực nghĩa là sức mạnh. Kình và lực khác nhau, Kình do nội khí hóa thành chuyển ra gân, gân chứ không phải cơ bắp xác thịt. Lực do cơ bắp xác thịt và xương tạo ra khi nâng vật nặng. Kình đòi hỏi buông lỏng khớp và các cơ bắp, gân xương. Lực làm căng cứng cơ bắp (nghĩa là gồng). Kình lực từ nội công này được xuất phát đi từ đan điền. Cũng như các môn võ thuật khác của Trung Hoa, thì Hồng Gia quyền có bí quyết về phát kình, nhưng kình pháp của Hồng Gia Quyền thuộc dạng cương, khác với Triền Ty Kình của Thái Cực, Đàn Kình của Bạch Mi hay Liên Châu Kình của Bát Cực, Kình của Hồng Gia khó tập, khó thành.
Trong Thái Cực quyền, Vịnh Xuân quyền, Bạch Mi quyền, Thiếu Lâm quyền luôn đòi hỏi phải buông lỏng thì khí mới thông suốt toàn thân mà hóa kình. Điều này hợp lý với khoa học hiện đại vì khi cơ thể gồng cứng cơ bắp sẽ tạo ra sự căng thẳng thần kinh thì rất dễ sinh bệnh do cơ thể rối loạn chức năng bắt đầu từ não bộ và các trung khu thần kinh. Nhưng các môn đồ Hồng Gia quyền của Hồng Hy Quan lại yêu cầu phải súc kình, co kình và làm cho cơ bắp căng cứng thì có thể vận khí hóa kình và phát kình ra được để cho đòn đánh có hiệu quả. Khi gồng cứng cơ thể thì nội khí không di chuyển trong châu thân thì khó có thể vận động đi lại. Về vấn đề vận khí luôn có sự tập trung tư tưởng kết hợp hơi thở điều hòa và sâu lắng để khí được vận lên và truyền dẫn đến các khớp và hóa kình tạo thành sức mạnh, tức là phát kình, nếu không vận khí khi phát kình thì có thể làm tổn thương các dây chằng tại các khớp và rất đau đớn, trong võ thuật gọi là bị nội thương. Phần lớn các môn đồ Hồng Gia quyền của Hồng Hy Quan xa rời tông pháp nguyên ủy của Thiếu Lâm quyền và của võ thuật Trung Hoa, trong khi Thông bối quyền đề cập đến kình nhưng không nhắc đến khí mà khí chính là nền tảng của kình và lực .
Một đặc điểm nữa khi phát kình trong khi diễn luyện các bộ môn quyền thuật Trung Hoa là dùng các động tác rung, lắc và uốn éo các khớp xương cho khí được vận hành làm nóng các đầu khớp xương để tạo kình, chuẩn bị phóng kình. Khi phát kình thì toàn thể các khớp xương cùng phối hợp và tập trung khí từ các khớp và gân (gân chứ không phải cơ bắp xác thịt) vào một điểm là đối tượng cần công phá. Đa số các môn quyền thuật Trung Hoa trong phần lý luận về kình đều cho rằng kình xuất phát từ eo lưng. Các môn Nam quyền lại cho rằng kình xuất phát từ gót chân lên eo lưng rồi đến ngực mà phát ra. Đa phần các môn quyền thuật của các lưu phái Thiếu Lâm quyền dù là Bắc Thiếu Lâm hay Nam Thiếu Lâm sau này không đề cập các yếu lý trên và càng ngày làm cho Thiếu Lâm quyền trở thành môn võ chỉ dùng sức mạnh bì phu (bên ngoài da thịt) của kẻ vũ dũng thô bạo mà mất đi tính vi tế sâu sắc của Thiếu Lâm tập trung tại khái niệm về khí. Kình là sản phẩm từ khí vận động thông suốt châu thân từ gót chân lên đến đỉnh đầu. Thiếu Lâm yếu quyết quyền lý có nói rõ điều này:
- Hư linh đỉnh kình: đầu cổ và xương sống luôn ngay ngắn để tập trung khí lực dễ dàng.
- Hàm hung bạt bối: co ngực căng lưng để cho khí lực trầm xuất tại đan điền dễ vận chuyển đến cánh tay.
- Ý thủ đan điền: hơi thở và khí lực tập trung tại đan điền thì trọng tâm cơ thể mới được hạ thấp xuống đôi chân làm cho cơ thể bình ổn mới phát động được khí lực hóa kình, câu này và câu trên nhập làm một khi tác động vào quyền thuật và luyện công.
- Chủ tể tại yêu: eo là chúa tể đưa khí lực về đó (khắp vùng đan điền) tập trung tối đa sức mạnh của cơ thể.
- Kỳ căn tại cước: tuy eo là chúa tể tạo sức mạnh nhưng thật ra cái gốc là tại chân, tại gót chân thông suốt lên đỉnh đầu (Hư linh đỉnh kình), do vậy eo là cái trục khi vận khí thông suốt khắp châu thân.

## Nội kình
Nội kình (chữ Hán: 內勁; bính âm: nèijìn) chỉ việc điều khiển, kiểm soát có ý thức nhân tố "khí" bên trong của người tập nội công của phái nội gia để giành lợi thế trong chiến đấu. Nội kình không giống như nội công vì bản thân nó không có sức phá hoại cũng như công lực thâm hậu, nội kình là một loại "lực" cũng xem như "khí" sinh ra trong cơ thể sau nhiều năm tập luyện chứ không phải tập thể dục vì chỉ luyện võ mới có được nội kình, nhưng các môn võ hiện đại không làm được điều này vì luyện võ chủ yếu chia làm hai giai đoạn, giai đoạn đầu là rèn luyện thân thể như da, thịt, tay, chân trở nên mình đồng da sắt, đao thương bất nhập, sau đó chuyển sang rèn luyện các cơ quan bên trong như nội tạng (lục phủ ngũ tạng) đến một trình độ công lực nhất định sẽ xuất hiện nội kình, để rèn nội tạng đến sinh nội kình chỉ có luyện tập theo bí kíp, yếu quyết của võ nghệ cổ nhân lưu lại. Võ thuật hiện đại chỉ chú ý đến chiêu thức biểu diễn tuy khiến người tập có kỹ năng cùng khoẻ mạnh thể chất, trong khi võ thuật cổ xưa bí truyền ngoài chiêu thức tinh xảo, phức tạp còn kết hợp công pháp, giúp rèn luyện cơ thể từ trong ra ngoài giúp phát triển công phu tăng tiến. Về nội kình có tác dụng lớn, có thể tăng phúc lực lượng toàn thân, sau khi phát sinh nội kình cơ thể sẽ xuất hiện biến hoá, các bộ phận trở nên dẻo dai, mạnh mẽ, tráng kiện, các giác quan cũng linh mẫn, nhanh nhạy hơn. Trong chiêu thức có nội kình thì lực sát thương tăng cao vài thành công lực, biến ảo linh hoạt, dụng chiêu dễ dàng.